# Loxostege triselena
Loxostege triselena is een vlinder uit de familie van de grasmotten (Crambidae). De wetenschappelijke naam van deze soort is voor het eerst voorgesteld als Pyrausta triselena door Edward Meyrick in een publicatie uit 1937.
De soort komt voor in Congo-Kinshasa.